# Казанська вулиця (Київ)
Каза́нська вулиця — вулиця в Оболонському районі міста Києва, місцевість Пріорка. Пролягає від Вишгородської до Автозаводської вулиці.

## Історія
Вулиця виникла в 1952 році під сучасною назвою внаслідок злиття Кошицького провулку (виник у XIX столітті, інша назва — Кожищев провулок, від прізвища поселенця) і 77-ї Нової вулиці (виникла на початку 30-х років XX століття). Сучасна забудова — з 1970-х років.